# Aleilton Fonseca
Œuvres principales
- O Desterro dos Mortos (2001)
- O Canto da Alvorada (2003)
- Nhô Guimarães (2006)
- O Pêndulo de Euclides (2009) ; trad. française La guerre de Canudos. Une tragédie au cœur du Sertão

Aleilton Santana da Fonseca (Firmino Alves, Bahia, 1959) est un poète, romancier, nouvelliste, critique littéraire, essayiste, anthologiste et professeur d’université, brésilien. 
Aleilton Fonseca mène de front deux carrières, d’une part une carrière universitaire, comme enseignant-chercheur dans les facultés de lettres du Nordeste brésilien principalement, où il joue un rôle très actif comme animateur de recherches sur la littérature brésilienne (Mario de Andrade, Guimarães Rosa, Da Cunha…) et plus particulièrement baianaise (Castro Alves, Jorge Amado…), multipliant les articles de revue, les essais et les anthologies, et d’autre part une carrière littéraire en tant qu’auteur de fiction qui, s’il a débuté comme auteur lyrique, s’est acquis une renommée (nationale et aussi internationale) surtout comme romancier, même si d’aucuns aiment à souligner avant tout son habileté dans l’art du récit :

« Dans la nouvelle d’Aleilton Fonseca, la littérature est une illumination de la vie. C’est comme si le nouvelliste disait comme le poète : je n’ai que mes deux mains et le sentiment du monde. Ses récits sont intensément vivaces, comme s’ils étaient des cas que l’on raconte au moment même où ils sont vécus, avec la présence inusitée, de temps à autre, du narrateur, qui intervient pour recadrer la troupe de comédiens de ce grand théâtre qu’est la vie. »

— André Seffrin, 2002.
Plusieurs séjours dans des universités françaises en tant que professeur invité, ainsi que la traduction de quelques-unes de ses œuvres, en particulier de La guerre de Canudos. Une tragédie au cœur du Sertão, où l’auteur revisite le sanglant conflit de Canudos, l’ont fait connaître en France.

## Biographie
Né à Itamirim, localité nommée aujourd’hui Firmino Alves, Aleilton Santana da Fonseca passa son enfance et adolescence à Ilhéus, dans l’État de Bahia. Encore élève du secondaire, il lisait déjà assidûment poèmes, romans et chroniques, et publia ses premiers textes dans des journaux. 
En 1977, il s’inscrivit à l’École moyenne régionale d’agriculture (Escola Média de Agropecuária Regional, acronyme EMARC) de la Commison exécutive du plan de culture cacaoyère (Comissão Executiva do Plano da Lavoura Cacaueira, CEPLAC), à Uruçuca, où il se forma comme technicien arpenteur de terrains agricoles, sans cependant chercher à acquérir son diplôme. Cette même année, il commença à publier ses premiers récits et poèmes dans le Jornal da Bahia, de Salvador. Ayant remporté à trois reprises le Concours permanent de la nouvelle, il put également publier dans le supplément littéraire Suplemento A Tarde/Novela du journal A Tarde, puis tenir une chronique intitulée Entre Aspas dans le Jornal da Manhã de Bahia (aujourd’hui intégré dans le groupe Rede Bahia). À 18 ans, il accorda son premier entretien au Jornal da Bahia, où il fut présenté par l’auteur Adinoel Motta Maia comme un nouvel écrivain surgi dans le sud bahianais, et remporta la même année le prix de la nouvelle décerné par la maison d’édition Grafipar du Paraná. En 1979, s’étant inscrit à la faculté de lettres de l’université fédérale de Bahia (UFBA), il se fixa à Salvador, et composa son premier recueil de poèmes, qui obtint en 1980 la mention honorable au concours Prêmios Literários de l’UFBA. Il fut choisi pour inaugurer la série de poésie Coleção dos Novos (littér. Collection des nouveaux) éditée par la Fondation culturelle de l’État de Bahia, laquelle série publiera dans les premières années de la décennie 1980 quatorze nouveaux auteurs baianais et aida par là à fixer les contours de la génération littéraire dite Geração 80 dans la Bahia.
Alors qu’il enseignait le portugais dans l’enseignement primaire, Aleilton Fonseca fonda un bureau littéraire, dont la plupart des productions étaient publiées sur affiches murales, dans de petits recueils ou dans les suppléments pour la jeunesse des journaux, tels que le JOBA du défunt Jornal da Bahia. Après qu’il eut achevé son cursus de lettres, il se mit à enseigner la littérature et la langue portugaises. Il publia en 1981 son premier livre, intitulé Movimento de Sondagem, chez la Fondation culturelle de Bahia, ce qui lui valut d’attirer l’attention notamment de Carlos Drummond de Andrade, qui lui écrivit une lettre d’encouragement, et également de Rubem Braga, qui reproduisit deux de ses poèmes dans la rubrique A Poesia é Necessária de la Revista Nacional, publication hebdomadaire qui circulait comme encart dans les principaux journaux des capitales des États fédérés du Brésil.
En 1984, devenu enseignant en lettres à l’université de l’État du sud-ouest de Bahia (UESB), il alla s’établir dans la ville de Vitória da Conquista, et fit paraître le livre de poésies O espelho da consciência (littér. le Miroir de la conscience). En 1988, il se spécialisa en littérature brésilienne, et, nommé à la faculté de lettres de l’université fédérale de Paraíba, il se fixa avec sa famille à João Pessoa. En 1990, il reprit ses activités à l’UESB, s’investissant dans le cursus littéraire de cette université, travaillant à diffuser des œuvres d’écrivains, et s’employant à former des enseignants en poésie à travers des cours préparatoires pour professeurs.
En 1992, il soutint une thèse de maîtrise portant sur la musique et la littérature romantique, qui paraîtra en 1996 sous forme d’ouvrage, chez l’éditeur 7 Letras, à Rio de Janeiro, sous le titre Enredo romântico, música ao fundo: manifestações lúdico-musicais no romance urbano do romantismo (littér. Intrigue romantique, musique en arrière-fond : manifestations ludico-musicales dans le roman urbain du romantisme). Il se mit ensuite à publier des essais et des comptes-rendus de lecture dans des suppléments littéraires de journaux et dans des revues universitaires. En 1993, il commença un doctorat en littérature brésilienne à l’université de São Paulo (USP), et vint alors vivre avec sa famille dans la capitale paulista. En 1994, il fit paraître, dans une édition artisanale, le métapoème intitulé Teoria particular (mas nem tanto) do poema, littér. Théorie particulière (mais pas tellement) du poème. Sa soutenance de thèse eut lieu à l’USP en 1997, avec un travail intitulé A poesia da cidade: imagens urbanas em Mário de Andrade (littér. la Poésie de la ville : images urbaines chez Mário de Andrade).
Cependant, il s’en retourna à Salvador en 1996 et y fixa son domicile. Avec son livre Jaú dos Bois, il concourut pour les Prix culturels de littérature de la Fondation culturelle de l’État de Bahia, et se classa troisième ; ledit livre fut ensuite publié par la maison d’édition Relume Dumará de Rio de Janeiro, en 1997. Renouant dans le même temps avec son activité d’essayiste, aux côtés des autres écrivains de la Génération 80, il compila, en collaboration avec Carlos Ribeiro, le florilège Oitenta: poesia & prosa (Coletânea comemorativa dos 15 anos da Coleção dos Novos), qui parut chez BDA-Bahia à Salvador en 1996, et sur lequel ensuite s’appuiera l’anthologie A poesia baiana no século XX (composée par Francisco de Assis Almeida Brasil et parue aux éditions Imago de Rio de Janeiro en 1999) pour élaborer sa définition de la Génération 80.
En 1998, il cofonda et dirigea, conjointement avec Carlos Ribeiro et d’autres écrivains, la revue Iararana, revista de arte, crítica e literatura, organe de diffusion de la Génération 80, tout en poursuivant entre-temps ses activités d’enseignant et de directeur de thèse à l’UESB. En 1999, il fut nommé à l’université d'État de Feira de Santana (Bahia) et rejoignit le groupe fondateur du cours de post-graduat Littérature et Diversité culturelle (PPgLDC), où il avait déjà auparavant orienté plusieurs thèses. En tant que professeur de maîtrise, il poursuivit des travaux de recherche sur les représentations lyriques de la ville dans la poésie moderne et contemporaine, dans le cadre du projet « images urbaines dans la littérature », dont il assuma le volet consacré à la représentation imagée de la Bahia dans la poésie brésilienne.
En 2001, Aleilton Fonseca publia le recueil de nouvelles O Desterro dos Mortos, et reçut en 2003 le Prix national Herberto Sales, décerné par l’Académie des lettres de Bahia, pour son livre O Canto de Alvorada. Toujours en 2003, il enseigna au titre de professeur invité à l’université d'Artois en France, prononça des conférences et présenta ses travaux dans les universités Sorbonne Nouvelle, de Nanterre, d’Artois, de Rennes, de Toulouse Le Mirail, de Nantes et à l’ELTE de Budapest. Au Brésil, il prit part à différents événements universitaires et culturels dans divers États du pays. Le livre O Canto de Alvorada connut une deuxième édition en 2014, chez l’éditeur José Olympio. En 2005, il composa, en collaboration avec l’écrivain Cyro de Mattos, l’ouvrage O Triunfo de Sosígenes Costa: estudos, depoimentos, antologia, qui lui valut en 2005 le prix Marcos Almir Madeira, attribué par l’Union brésilienne des écrivains.
Le lycée des Arènes de Toulouse lui rendit hommage à travers une exposition de travaux autour de son livre les Marques du feu, et à l’occasion de son cinquantième anniversaire, ce fut au tour de l’Institut des lettres de l'université fédérale de Bahia (IL-UFBA) de l’honorer d’un séminaire critique en 2009. L’Académie brésilienne des lettres décida de lui remettre la médaille Euclides da Cunha,, comme à l’un des plus éminents auteurs d’ouvrages et de conférences sur Hautes Terres (Os Sertões), Aleilton Fonseca ayant en effet publié cette même année le roman O Pêndulo de Euclides,,,,, qui eut une certaine répercussion dans la presse, notamment littéraire, et dans lequel un périple entrepris dans le sertão du Vaza-Barris par trois hommes férus d’Euclides da Cunha forme le prétexte d’une réflexion sur la guerre de Canudos. La même année encore, le roman Nhô Guimarães fut adapté au théâtre, avec des représentations à Salvador et dans d’autres villes du Brésil.
Aleilton Fonseca est membre de l’Union brésilienne des écrivains (UBE) de São Paulo et du PEN Club du Brésil. Il appartient depuis 2005 à l’Académie des lettres de Bahia,, occupant le fauteuil no 20 et ayant pour patron Augusto Teixeira de Freitas, ainsi qu’à l’Académie des lettres d’Ilhéus, où il est titulaire du fauteuil no 24, occupé autrefois par Hélio Pólvora.
En 2013, il fut distingué du titre de Professeur d’honneur de l’humanité par l’Universidad del Norte, à Asunción, au Paraguay. En 2014, il se vit conférer par le Núcleo de Letras e Artes de Lisbonne la Comenda Luiz Vaz de Camões, dont il prit réception au Cabinet de lecture portugais de Bahia, puis la Comenda do Mérito Cultural, catégorie jeunesse, octroyée par le gouvernement de l’État de Bahia,,.
Outre ses publications au Brésil, Aleilton Fonseca est correspondant de la revue française Latitudes: cahiers lusophones et publie des œuvres également en France. En 2006 notamment parurent de lui des poèmes en français, dans une traduction de Dominique Stoenesco, à l’occasion d’un numéro spécial de la revue Autre Sud, éditée à Marseille, dans le cadre du dossier poétique Voix croisées Brésil-France.

## Œuvres de fiction
Movimento de sondagem, publié en 1981, premier livre de Fonseca dans le champ de la poésie, fut choisi par la Fondation culturelle de l’État de la Bahia pour occuper le deuxième volume de la série Coleção dos Novos consacrée à la poésie et publiée par cette fondation. Les poèmes réunis dans ce volume eurent un retentissement dans tout le Brésil et valurent à leur auteur les encouragements de Carlos Drummond de Andrade et une republication par les soins de Rubem Braga. Toujours dans le domaine de la poésie, Fonseca a fait paraître O espelho da consciência, en 1984 ; le métapoème Teoria particular (mas nem tanto) do poema, en 1994 ; As formas de barro & outros poemas, en 2006 ; et Um rio nos olhos, en 2012 (dont une traduction en français fut réalisée la même année par Dominique Stoenesco, sous le titre Une rivière dans les yeux, ainsi qu’une traduction espagnole par Alain Saint-Saëns, Un río en los ojos, l’année suivante).
Dans le domaine de la nouvelle, Fonseca a fait paraître Jaú dos bois e outros contos (littér. Jaú des bœufs et autres nouvelles), en 1997 ; O desterro dos mortos (littér. le Bannissement des morts), en 2001 ; en 2003, O canto da alvorada (littér. le Chant de l’aube), qui remporta le prix national Herberto Sales, dans la section nouvelle ; les Marques du feu et autres nouvelles de Bahia, en 2008, dans une traduction de Dominique Stoenesco ; A mulher dos sonhos e outras histórias de humor (traduction française par Danielle Forget et Claire Varin, sous le titre la Femme de rêve et autres histoires humoristiques), en 2010 ; As marcas da cidade, de 2012 ; et Memorial dos corpos sutis (littér. Mémorial des corps subtils), en 2012.
Dans le domaine du roman, Aleilton Fonseca est l’auteur de Nhô Guimarães (littér. M’sieu Guimarães, de 2006), qui se veut un hommage à l’écrivain João Guimarães Rosa, et de O Pêndulo de Euclides (traduction française La guerre de Canudos. Une tragédie au cœur du Sertão), de 2009.
Bien que Fonseca soit un écrivain profondément bahianais et animé d’une passion fervente pour sa région natale, son écriture de dépasse la perspective purement régionaliste. À ce sujet, Homero Vizeu Araújo, professeur à l’université fédérale du Rio Grande do Sul (UFRGS) et essayiste spécialisé en littérature brésilienne, a fait observer : 

« La thématique d’Aleilton Fonseca tend à relever de ce qu’il est convenu d’appeler le régionalisme dans la littérature brésilienne, c’est-à-dire de la vie rurale dans le contexte de la modernisation incomplète du Brésil. Cependant, à y regarder de plus près, la qualité saute aux yeux ; il y a un rythme dans la prose qui semble fait d’un parler placide et tempéré ; il est fait appel parfois à un vocabulaire archaïsant, mais sans tomber dans le pittoresque. Et la thématique est, en vérité, une matière des plus fines : les rites de passage vers la maturité. »

— Homero Vizeu Araújo (1998).
Les œuvres de fiction de Fonseca privilégient les expériences directes de la vie, grâce à quoi une forte interaction peut s’accomplir entre l’œuvre et le lecteur. Dans le même esprit, Fonseca a coutume, comme élément de sa technique de création littéraire, de donner lecture de ses nouvelles ou de passages de celles-ci avant d’en fixer la version définitive. Un autre trait significatif de l’auteur est sa grande virtuosité lexicale, sa façon de s’approprier les mots et de les faire entrer en jeu, avec un soin méticuleux et une visible jouissance intellectuelle, notamment en mettant en relation certains vocables avec tels souvenirs d’enfance, tels épisodes, voire avec telles physionomies.
La langue de Fonseca toutefois reste accessible au lecteur, et ses intrigues apparaissent d’une grande simplicité, en ce sens qu’elles restent proches du lecteur, ce que souligne le critique littéraire, journaliste et poète Ricardo Vieira Lima, dans la réflexion suivante :

« Les histoires d’Aleilton Fonseca ne recherchent pas l’exotisme thématique et/ou linguistique. Les intrigues sont simples, quoique non simplistes. Comme narrateur, il n’est pas attiré par la possibilité de créer des situations complexes, remplies d’événements, ou de tracer de minutieux tableaux descriptifs. Ce qui l’intéresse surtout est de peindre le paysage intérieur de ses personnages, et d’explorer leurs drames intimes. Pour cette raison, ses nouvelles émeuvent et captivent le lecteur, qui, en dernière analyse, est séduit en outre par la haute densité humaine que ces pages dénotent. »

— Ricardo Vieira Lima (2003).

### Jaú dos Bois e outros contos
Les cinq nouvelles que regroupe le recueil Jaú dos Bois e outros contos et qui seront reprises quelques années après dans le recueil O Desterro dos Mortos, évoquent des choses du quotidien, bonnes ou mauvaises, banales, inattendues, agréables ou pénibles, mais dont l’auteur presque toujours s’attache à mettre en lumière quelque détail, un son, une couleur, un echo, un souvenir. Ces cinq récits, qui se lisent d’un seul trait, trouvent leur origine dans le vécu personnel de l’écrivain et contiennent quelque élément autobiographique, mais ne se bornent pas pour autant à une description objective de la réalité naturelle. Fonseca en effet s’emploie à recréer une atmosphère — poétique, lyrique, réelle ou imaginaire —, fruit de la observation particulière du narrateur-personnage : 

« De l’enfance, je garde certaines images : passage d’un troupeau de bœufs, moulins à farine, gens en train de cultiver. Ensuite, j’ai voyagé vers des villes lointaines. J’ai appris le monde. J’ai suivi le cours de la vie et je me suis mis à raconter des histoires au gré de mes lectures, de mes expériences de vie et de mon imagination. »

Le premier de ces récits, intitulé O avô e o rio (le Grand-père et la Rivière), évoque la lutte continuelle d’un homme, travailleur et généreux, qui s’efforce d’étendre son domaine de culture face aux crues d’un fleuve pour pouvoir cultiver certain bout de terrain rocailleux. Entre ces deux protagonistes entre également en scène le petit-fils, qui joue le rôle d’aidant, mais aussi d’apprenti de la vie. Aleilton Fonseca fait montre ici de talent dans ses descriptions de la nature, menées avec lyrisme et sensualité, ou dans ses évocations du labeur de l’homme et de la mort, faites avec réalisme et précision.
La deuxième nouvelle, O sorriso da estrela (le Sourire de l’étoile), tourne autour de la mort et de la veillée funèbre d’Estela, décédée à 13 ans, sœur de Pedro, le narrateur-personnage. La mort fait ici office d’élément déclencheur d’un sentiment de frustration, car : « pour la première fois, je dialoguais avec ma sœur » ; en effet, au moment de la mort de sa sœur, Pedro se souvient, avec regret et remords, qu’elle voulait un jour lui donner une étoile moyennant qu’il voulût lui sourire (peut-être faut-il y voir une allusion au Petit Prince de Saint-Exupéry). Selon le traducteur Dominique Stoenesco, la description des préparatifs de l’enterrement d’Estela apporte la démonstration de l’extrême perfection technique de l’auteur, qui, à l’instar d’une composition cinématographique, faite de plans courts successifs, construit rigoureusement la progression spatiale et temporelle de sa narration, tout en lui imprimant une valeur psychologique propre.
Dans le récit O casal vizinho (le Ménage voisin), l’auteur expose, avec un humour subtil et une ironie des plus fines, les périls qu’encourent les conjoints. La nouvelle comporte des scènes propres à un véritable spectacle théâtral populaire, rappelant la commedia dell’arte, avec jeux de scène et calembours.  
Dans Amigos, amigos, un ménage invite un ancien ami, lequel du reste arrive à point nommé, car le couple, rongé de querelles incessantes, envisageait déjà la séparation, et la venue de l’ami était censée apporter un peu de joie, par le souvenir des promenades et des fêtes d’antan, à l’époque où ils étaient tous encore célibataires. Quelques flashback discrets mettent au jour les sentiments véritables de l’ami, qui, en réalité, vont à la femme. En effet, à cette époque passée, placée devant le choix entre « amour idyllique » et « amour quotidien », elle opta pour le second, et se maria. À présent, deux années plus tard, « c’était le fil de la même histoire que l’on reprenait ». Ici aussi, les ressources théâtrales sont amplement exploitées. 
Le dernier récit, Jaú dos Bois, prête son titre au livre. Ayant pour toile de fond l’arrière-pays agraire de la Bahia, avec ses modes de subsistance traditionnels, cette nouvelle fait figure, selon le mot de Dominique Stoenesco, de « magnifique métaphore de la vie ». Un homme de la ville accomplit un assez pénible voyage en autobus pour aller voir un vieux cousin vivant sur sa friche et tombé malade. C’est un périple à la recherche des siens, sous le signe du souvenir et de la fidélité. Comme il attendait dans la station d’autobus où il venait de débarquer, le cousin de la ville se remémorait son premier voyage, ce qui donne lieu à un court retour en arrière mental, exprimé en langage parlé, avec un vocabulaire et un langage populaires, par quoi l’auteur réussit à brosser un portrait authentique de son personnage. Dans le passé, Jaú travaillait avec des bœufs, pour le compte d’un fazendeiro, puis un jour, les bœufs furent vendus à un boucher, et Jaú ne put jamais se consoler de la mort de ses deux bêtes. À l’issue de ce flashback, le cousin citadin arrive finalement à la demeure de Jaú, où il apprend que son cousin est décédé entre-temps. Un cadre avec la photo de Jaú auprès de ses bœufs sera le seul héritage qu’il sera donné au citadin d’emporter avec lui.
Les nouvelles de Jaú dos bois sont rédigées dans une prose simple et élégante, d’une rigueur stylistique éloignée de toute vulgarité, comportant des ingrédients variés tirés de l’existence quotidienne. Y sont décrits des situations et des types, des campagnes reculées ou de la ville, avec une grande sensibilité tant artistique qu’humaine, et assortis d’une analyse psychologique raffinée. Ce sont autant de « métaphores de la vie », qui par là possèdent un caractère universel.
Le livre eut un accueil très favorable de la part de la critique littéraire, laquelle se plut à souligner l’élégante simplicité de la langue, la prose « juste, et dense de significations » (Luís Antônio Cajazeira Ramos), la « légèreté et la créativité » des textes « combinées à l’habilité de qui sait équilibrer les mots » (Kátia Borges), la conjonction d’une « profusion de sentiments vifs de l’univers fictionnel [de Fonseca] dans un espace délimité et précis : l’espace de l’écriture » (Cid Seixas), la « simplicité de haut niveau, telle qu’on souhaiterait que soit la simplicité littéraire » (Gláucia Lemos), et la « maîtrise de la technique formelle mise au service d’une sensibilité aiguisée » (Luís Ruffato).

### Nhô Guimarães
Ce roman, publié en 2006, avait eu un prédécesseur en 2001 sous la forme d’une nouvelle en hommage à l’écrivain João Guimarães Rosa et intitulée Nhô Guimarães: estórias gerais (littér. M’sieu Guimarães, histoires générales — rappelons que Guimarães Rosa était originaire des Minas Gerais), que l’auteur remit ultérieurement sur le métier, pour en tirer le roman Nhô Guimarães.
Ce roman, qui apporte une manière d’hommage à Guimarães Rosa à l’occasion du cinquantenaire du livre Grande Sertão: Veredas (traduit en français sous le titre Diadorim), est néanmoins un roman entier et indépendant, car transcendant l’intention d’hommage et réussissant à mener une vie propre. Aleilton Fonseca façonne le langage de manière imaginative et crée un personnage féminin qui, tout en racontant des histoires et des incidents pour une bonne part inspirés de l’imaginaire populaire brésilien et du vaste univers rosien, se remémore son vieil ami Nhô Guimarães. Le livre relate la vie de ce narrateur-personnage, femme simple de l’intérieur des terres, d’âge déjà avancé, qui raconte des histoires qu’elle a vécues ou qu’elle connaît par ouï-dire.  
Cette narratrice ou narrateur du quotidien, à la fois simple et expérimenté, a été mis en scène à plus d’une occasion par Fonseca ; dans plusieurs de ses œuvres, l’on voit en effet apparaître de ces narrateurs nostalgiques, qui atteignent à une « simplicité de haute qualité », incarnée et transfigurée dans la littérature. La romancière et universitaire Gláucia Lemos remarque à ce sujet :

« Aleilton Fonseca est un créateur qui vit pleinement ses créations, parvenant en effet, quand il les présente, à les être toutes en même temps, et chacune d’elles dans la personnalité singulière qu’il leur attribue. C’est un narrateur spontané, dont les histoires sont racontées comme si elles été vécues, dans une simplicité de haut niveau, comme s’il recherchait la simplicité littéraire. Un auteur d’anthologie, sans aucun doute. »

— Gláucia Lemos (1999).
L’écrivain, essayiste, critique littéraire et professeur à l’UERJ Flávio Carneiro relève : 

« Il y a toujours un narrateur qui vient, face au lecteur, dérouler ses souvenirs, arrangeant ainsi, par les stratagèmes de la mémoire, les retrouvailles imaginaires avec des personnes chères. Ce sont des histoires de nostalgie — d’un fils ou d’une fille, d’un grand-père, d’une sœur plus âgée, d’un ami du temps de l’école. »

— Flávio Carneiro (2002).
Le roman est découpé en 36 chapitres, et quoique chacun d’entre eux ait une intrigue à part (à l’exception du premier et du dernier), il existe entre tous ces chapitres un lien, consistant justement dans l’amitié du personnage central et de son mari défunt avec Ngô Guimarães.  
La genèse de ce roman a ceci de singulier que le processus de création avait commencé avec le dessein d’écrire une nouvelle. Dans un entretien, Fonseca révéla que dans un premier temps Nhô Guimarães surgit en lui sous le format d’une nouvelle, laquelle fut même publiée en tant que telle dans le recueil de nouvelles O Desterro dos mortos en 2001, et pouvait donc apparaître comme une affaire close. Toutefois, selon les dires de l’auteur, la voix narrative ne cessait de l’incommoder, et l’incita à revenir au texte et à se mettre à développer le récit en un roman.

### O Desterro dos Mortos
O desterro dos mortos est un ensemble de 12 nouvelles, qui inclut aussi cinq récits antérieurement parus dans le recueil Jaú dos Bois e outros contos. Rédigés dans une langue simple et élégante, et relatant une foule d’expériences vécues au quotidien par un certain nombre de personnages ordinaires mais emblématiques, ces récits, tout en ne manquant jamais de surprendre, débordent d’humanité et d’efforts de compréhension de l’autre. Les narrateurs ont toujours à cœur de découvrir et de bien saisir les vicissitudes de l’existence humaine. Dans chaque récit, le lecteur est mis en présence de situations où les personnages, confrontés aux conflits et dilemmes de la vie, y font preuve de résignation et de charité, en ressentent de la douleur, s’avisent de leur finitude, éprouvent de la compassion, etc. La mort n’intervient pas seulement comme perte ou comme deuil, mais aussi comme expérience profondément humaine, riche de sens et porteuse de sagesse. Les narrateurs effleurent différents thèmes touchant aux relations interpersonnelles, entre amis et membres de la famille, où la réflexion à propos des gens et sur leurs sentiments sont transmutés en savoir et en expérience pour une meilleure compréhension du monde et de la vie.
Le livre s’écoule tout entier dans une prose simple mais poétique, narrant les événements avec délicatesse, avec un grand souci du détail et une forte empathie pour les personnages et pour le lecteur. La mort, qui fait figure d’élément fédérateur de ces nouvelles, exhorte le lecteur à la réflexion sur l’existence humaine et sur l’importance qu’il y a à tenter de comprendre et à accepter les différences chez ses semblables. La professeure Rita Aparecida Coêlho Santos, à qui a été confiée la postface du recueil, met en relief la permanence du narrateur, en dépit de la multiplicité de ses incarnations, narrateur dont pourtant la mort est prédite, mais qui néanmoins reste plus que jamais vivant et agissant.
L’écrivain, professeur d’université et journaliste Carlos Ribeiro qualifia ces récits de « nouvelles d’intense humanité », et en souligna les qualités suivantes :

« Le mot exact associé à une expérience vécue profonde ; l’observation pointue et subtile de la vie, exprimée à travers un regard empreint d’un profond lyrisme, qui compose, pas à pas, et avec un soin extrême, une construction artistique pleine de significations. [...] d’un lyrisme intense mais, comme dans le conte de Tchekhov, dépourvus de tout sentimentalisme facile, et propres à nous rendre le droit de pleurer et de rire, nous qui avions oublié que nous étions face à une fiction. »

Ainsi que le signale Rita Coêlho Santos dans sa postface, Aleilton Fonseca se rapproche ici du narrateur classique tel que caractérisé par Walter Benjamin dans son célèbre essai sur Nicolaï Leskov.

« De façon générale, ses nouvelles sont le compte rendu d’expériences vécues puissamment nôtres [c’est-à-dire brésiliennes] mais en même temps universelles, parce qu’elles parlent des mystères de la vie et de la mort, or c’est cela qui élève notre âme et nous apprend la nécessité d’échanger nos expériences et d’écouter les conseils. »

— Rita Aparecida Coêlho Santos
Les antinomies entre tradition et modernité, entre régional et citadin, entre local et universel tendent ici à s’évanouir en une alchimie amalgamant expérience et langage. L’expérience profonde et une langue épurée constituent d’après Carlos Ribeiro la base sur laquelle se construit l’édifice fictionnel de l’auteur, dont les briques correspondent à ces vieux thèmes impérissables que sont la solitude, la folie, la maturation, l’amitié, le cycle naissance, maturité et mort, et l’amour.
Selon Carlos Ribeiro, Fonseca confirme, par ce livre, son statut d’un des meilleurs écrivains brésiliens de sa génération.

### O Pêndulo de Euclides
L’œuvre O Pêndulo de Euclides est la dernière en date à prendre pour sujet la guerre de Canudos. Dans ce roman, paru en 2009 (et en traduction française en 2017, sous le titre La Guerre de Canudos. Une tragédie au cœur du sertão), trois hommes — un professeur d’université brésilien, qui se propose de rédiger un ouvrage sur le sujet, un Français et un poète —, qui se connaissent à peine, mais qui ont en commun une passion intellectuelle et sentimentale pour Canudos et une admiration sans bornes pour Euclides da Cunha, entreprennent un court voyage dans le sertão du Vaza-Barris. À leur arrivée à Monte Santo, le professeur, au-delà de son premier sentiment d’intense dépaysement culturel, est bientôt ravi des informations qu’il recueille de la bouche des habitants du lieu, où tout tourne autour du mythe d’Antônio Conselheiro, et plus particulièrement de la part du personnage d’Ozébio, qui se révèle posséder une connaissance approfondie et détaillée du conflit. À partir de ses renseignements se déploie ensuite, sous la forme d’un texte largement dialogué, qui se veut aussi un hommage à Guimarães Rosa, toute une réflexion sur ce qui s’est réellement passé dans le sertão nordestin à la fin du XIXe siècle,.

## Publications
- Movimento de Sondagem (1981)
- O espelho da Consciência (1984)
- Teoria Particular (Mas Nem Tanto) do Poema - Ou Poética Feita em Casa (1994)
- Enredo Romântico, Música do Fundo, manifestações Lúdico-Musicais no Romance Urbano do Romantismo, essai (1996)
- Oitenta: Poesias e Prosa, anthologie commémorative des 15 Anos dos Novos (1996)
- Jaú dos Bois e Outros Contos, éd. Relume-Dumará, Rio de Janeiro (1997)
- Rotas e Imagens: Literatura e Outras Viagens (2000)
- O Desterro dos Mortos (2001)
- O Canto de Alvorada (2003)
- O triunfo de Sosígenes Costa, éd. Editus, Feira de Santana & éd. UEFS Editora, Ilhéus (2005)
- As Formas do Barro & Outros Poemas (2006)
- Nhô Guimarães (2006)
- Todas as Casas, récit (2007)
- As Marcas de Fogo e outras histoires ; traduction française par Dominique Stoenesco sous le titre Les Marques du feu et Autres nouvelles de Bahia, éd. Fernand Lanore (octobre 2008)
- Guimarães Rosa, écrivain brésilien centenaire, Bruxelles, Librairie Orfeu (2008)
- O Olhar de Castro Alves, essais critiques de littérature baianaise (2008)
- O Pêndulo de Euclides, roman (2009) ; traduction française par Dominique Stoenesco sous le titre La guerre de Canudos. Une tragédie au cœur du Sertão, éd. Petra, Paris (2017)
- Cantos e Recantos da Cidade. Vozes do Lirismo Urbano, en collaboration avec Rosana Ribeiro Patricio (2009)
- A Mulher dos Sonhos e Outras Histórias de Humor, nouvelle (2010) ; traduction française par Danielle Forget et Claire Varin sous le titre La femme de rêve et autres histoires humoristiques, aux éditions Marcel Broquet, Candiac (Québec)
- Memorial dos Corpos Sutis, roman (2012)
- As Marcas da Cidade, nouvelle (2012)
- Sosígenes Costa os melhores Poemas (2012)
- O Arlequim da Pauliceia. Imagens de São Paulo na Poesia de Mário de Andrade (2012)
- Traversées d’océans. Voix poétiques de Bretagne et de Bahia / Travessias de océanos. Vozes poéticas da Bretanha e da Bahia, anthologie bilingue, établie par Aleilton Fonseca et Jean-Albert Guénégan, traductions de Dominique Stoenesco, éd. Fernand Lanore (2012)
- Um Rio nos Olhos/Une rivière dans les yeux (traduction de Dominique Stoenesco, 2012) ; traduction espagnole Un Río en Los Ojos (2013)
- Jorge Amado nos Terreiros da Ficção, essai, ouvrage sous la direction de Myriam Fraga, Aleilton Fonseca et Evelina Hoisel (2012)
- Jorge Amado: Cem Anos Escrevendo o Brasil, essai, ouvrage sous la direction de Myriam Fraga, Aleilton Fonseca et Evelina Hoisel (2013)
- Jorge Amado: Cacau a Volta ao Mundo em 80 anos, essai (2014)
- A Terra em Pandemia, Salvador de Bahia, Mondrongo, décembre 2020, 110 p. (ISBN 978-65-86124-35-4, lire en ligne) (poésies, en dialogue imaginaire avec T. S. Eliot)[41].
- Aleilton Fonseca, Ana Carla Lima Guimarães, Flávio França, Jéssica Melo de Oliveira, Orlando Freire Júnior & Paulo Bibiano da Silva Gomes, Visitações a Belo Monte/Canudos (ouvrage collectif, recueil d’essais), Salvador de Bahia, Mondrongo, décembre 2020, 147 p. (ISBN 978-65-86124-38-5).
- Sonhos de Viver, Salvador, Caramurê, 2022, 64 p. (ISBN 978-8594311498) (recueil de contes).